# Tall-e Beyẕā
Tall-e Beyẕā (persiska: تل بیضا) är en ort i Iran.   Den ligger i provinsen Fars, i den centrala delen av landet, 600 km söder om huvudstaden Teheran. Tall-e Beyẕā ligger 1 634 meter över havet och antalet invånare är 3 593.
Terrängen runt Tall-e Beyẕā är platt åt nordost, men åt sydväst är den kuperad.Runt Tall-e Beyẕā är det ganska glesbefolkat, med 39 invånare per kvadratkilometer. Det finns inga andra samhällen i närheten. Trakten runt Tall-e Beyẕā består till största delen av jordbruksmark.